# 海米萨特
海米萨特（阿拉伯语：‎）位于摩洛哥拉巴特-塞拉-宰穆尔-扎埃尔大区北部，是海米萨特省的首府。

## 友好城市
- 法国勒阿弗尔
- 法国蒙托邦
- 法国土伦
- 法国德勒
- 法国马赛
- 阿根廷布宜诺斯艾利斯
- 瑞典斯德哥尔摩